# Metatemnus
Genre
Metatemnus est un genre de pseudoscorpions de la famille des Atemnidae.

## Distribution
Les espèces de ce genre se rencontrent en Asie du Sud-Est et en Nouvelle-Guinée.

## Liste des espèces
Selon Pseudoscorpions of the World (version 3.0) :
- Metatemnus heterodentatus Beier, 1952
- Metatemnus philippinus Beier, 1932
- Metatemnus superior Muchmore, 1972
- Metatemnus unistriatus (Redikorzev, 1938)

## Publication originale
- Beier, 1932 : Revision der Atemnidae (Pseudoscorpionidea). Zoologische Jahrbücher, Abteilung für Systematik, Ökologie und Geographie der Tiere, vol. 62, p. 547-610.